# Angelė Rupšienė
Angelė Jankūnaitė-Rupšienė, née le 27 juin 1952 à Vilnius, dans la République socialiste soviétique de Lituanie, est une joueuse soviétique et lituanienne de basket-ball. Elle évolue durant sa carrière au poste d'arrière.

## Palmarès
- Championne olympique 1976
- Championne olympique 1980
- Championne du monde 1971
- Championne du monde 1975
- Championne d'Europe 1972
- Championne d'Europe 1976
- Championne d'Europe 1978